# 康斯坦丁·米考塔澤
康斯坦丁·米考塔澤（1991年7月1日—）是一位喬治亞橄欖球運動員。他是喬治亞國家橄欖球隊的一員，代表喬治亞參加了2015年世界盃橄欖球賽。